# Готье II де Вексен
Готье II Белый (фр. Gautier II le Blanc; умер в 1017/1024) — граф Амьена, Вексена и Валуа после 992, возможно, граф Гатине с 992/997, старший сын графа Готье I и Адели (Анжуйской?).

## Биография

### Правление
Впервые Готье упоминается в датированном 975 годом акте о восстановлении аббатства Сен-Жан герцогом Франции Гуго. В 1006 году Готье упоминается в акте о пожертвованиях аббатствам Жюмьеж и Сен-Вандриль.
В 1013 году Готье, который, судя по всему, был в хороших отношениях с герцогами Нормандии, находился при дворе герцога Ричарда II, где вёл переговоры о браке своего сына с сестрой находившегося в изгнании в Нормандии короля Англии Этельреда II Неразумного.
Готье умер в период между 1017 и 1024 годом, его владения были разделены между сыновьями.
По мнению историка Кристиана Сеттипани, Готье II тождественен упомянутому в 997 году графу Гатине Готье. По его мнению, братом Готье был граф Жоффруа I, который последний раз упомянут в 991 году. В 1006 году графом Гатине уже был Обри Кривой, сын Жоффруа I. Сеттипани считает, что в момент смерти Жоффруа Обри был слишком мал, поэтому Гатине оказалось под управлением Готье. После достижения Обри совершеннолетия, Готье передал ему управление в Гатине.

### Брак и дети
Жена: Адель, происхождение её неизвестно. Дети:
- Рауль III (ум. 1060), граф Валуа
- Дрё (Дрого) (ум. 1035), граф Амьена и Вексена
- Фульк I (ум. 1030), епископ Амьена
- Ги
- Ода; муж: Гуго I (ум. после 25 августа 1005), граф Мёлана